# 511 هـ
511 هـ هي سنة في التقويم الهجري امتدت مقابلةً في التقويم الميلادي بين سنتي 1117 و1118.

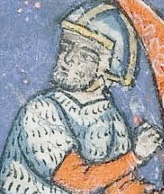
نور الدين زنكي

## مواليد
- نور الدين زنكي
- حماد الحراني

## وفيات
- أبو القاسم الأنصاري

- سلطان شاه بن رضوان